# Posłanie do ludzi pracy Europy Wschodniej
Posłanie I Zjazdu Delegatów NSZZ „Solidarność” do ludzi pracy Europy Wschodniej – dokument uchwalony przez I Krajowy Zjazd Delegatów Niezależnego Samorządnego Związku Zawodowego „Solidarność” 8 września 1981 roku, w którym zjazd przesyłał robotnikom Albanii, Bułgarii, Czechosłowacji, Niemieckiej Republiki Demokratycznej, Rumunii, Węgier i narodom ZSRR pozdrowienia i wyrazy poparcia, wyrażając solidarność w rozwoju ruchu związkowego.

## Historia
Pomysłodawcami Posłania byli delegaci NSZZ Solidarność z Kalisza – Henryk Siciński i Bogusław Śliwa (współpracownik Biura Interwencyjnego KSS „KOR”), którzy z propozycją takiej uchwały zwrócili się do Zbigniewa Romaszewskiego, który nie był przekonany do sensu inicjatywy. Za radą Henryka Wujca Śliwa i przewodniczący regionu Antoni Pietkiewicz, działacz ROPCiO, udali się zatem do innego członka KSS „KOR” Jana Lityńskiego, przedkładając mu projekt uchwały, który jednak był za długi i wymagał przeredagowania. „Niewiele myśląc, napisałem to natychmiast, na kolanie. Bardzo im się spodobało. Zanieśli to do Komisji Uchwał i Wniosków”. Tam projekt trafił w ręce Henryka Wujca, który przekazał go przewodniczącemu Komisji Tadeuszowi Matuszykowi, który natychmiast odczytał go delegatom i – widząc wyrazy entuzjazmu sali – zaproponował głosowanie. Zaskoczony Przewodniczący obradom Zjazdu Jerzy Buzek próbował przesunąć głosowanie na okres po spodziewanym zaraz obiedzie, ale za natychmiastowym głosowaniem opowiedziało się parę osób zabierających głos (m.in. Andrzej Gwiazda). Przewodniczący oddał projekt Posłania pod głosowanie, został przyjęty znaczną większością głosów.

## Treść
Pełny tekst dokumentu:

Delegaci zebrani w Gdańsku na I Zjeździe Delegatów Niezależnego Samorządnego Związku Zawodowego „Solidarność” przesyłają robotnikom Albanii, Bułgarii, Czechosłowacji, Niemieckiej Republiki Demokratycznej, Rumunii, Węgier i wszystkich narodów Związku Radzieckiego – pozdrowienia i wyrazy poparcia.
Jako pierwszy, niezależny związek zawodowy w naszej powojennej historii głęboko czujemy wspólnotę naszych losów. Zapewniamy, że wbrew kłamstwom szerzonym w waszych krajach, jesteśmy autentyczną, 10-milionową organizacją pracowników, powołaną w wyniku robotniczych strajków. Naszym celem jest walka o poprawę bytu wszystkich ludzi pracy. Popieramy tych z was, którzy zdecydowali się wejść na trudną drogę walki o wolny ruch związkowy. Wierzymy, że już niedługo wasi i nasi przedstawiciele będą się mogli spotkać celem wymiany związkowych doświadczeń.

## Echa Posłania w innych państwach bloku wschodniego
Uchwalenie posłania przez doradców „Solidarności” i wielu czołowych działaczy było uznawane za akt niepotrzebnego drażnienia ZSRR, istotnie wywołało kolejną ostrą kampanię propagandową wymierzoną w „Solidarność”, zarówno w ZSRR, jak ze strony władz PRL. Po wprowadzeniu stanu wojennego Naczelna Prokuratura Wojskowa próbowała podjąć śledztwo w tej sprawie, ostatecznie jednak z niego zrezygnowano. Działalność do 13 grudnia 1981 roku była bowiem objęta abolicją.
Jacek Kuroń, Bronisław Geremek i wielu innych doradców „Solidarności” uznawało, że uchwalenie Posłania było błędem, zwycięstwem uczuć nad rozumem, gestów nad kalkulacją polityczną. „W tym momencie – pisał kilka lat później Kuroń – jeżeli na Kremlu decyzji o interwencji jeszcze nie było, to nasze posłanie mogło być argumentem dla tych, którzy jej chcieli. Już nie tylko dawaliśmy zły przykład, ale próbowaliśmy oddziaływać na inne państwa bloku.” Ale „gdyby losy Polski były już w tym momencie zdecydowane, to nasz akt pozostawałby dokumentem o dużej wadze moralnej, jako świadectwo stosunku Polaków do spraw obozu i jego narodów, jako zadatek na przyszłą tych narodów współpracę. To było zagranie pokerowe. Czas pokazał, że dobrze się stało.”.
Leonid Breżniew, ówczesny sekretarz generalny Komitetu Centralnego Komunistycznej Partii Związku Radzieckiego, po przeczytaniu tekstu przesłania miał na posiedzeniu Biura Politycznego KC KPZR powiedzieć: „To niebezpieczny i prowokacyjny dokument. Słów w nim niewiele, lecz wszystkie biją w jeden punkt. Jego autorzy chcieliby posiać zamęt w krajach socjalistycznych, zdopingować grupki różnego rodzaju odszczepieńców”.
Po kilkunastu dniach „Solidarność” otrzymała pozytywną odpowiedź na to przesłanie od rosyjskich robotników z Moskwy. Inicjatywę tę poparł również słynny rosyjski pisarz i dysydent Aleksander Sołżenicyn.
Z poważnymi konsekwencjami spotkał się robotnik Iulius Filip z Kluż-Napoki, który wysłał do Polski list z podziękowaniem. Został on odczytany podczas drugiej tury zjazdu „Solidarności”, który odbył się w Gdańsku między 26 września a 7 października 1981 roku. Rumuński działacz pisał: Dziękujemy za posłanie, przekazane do ludzi pracy wszystkich krajów socjalistycznych. Posłanie sprawiło nam radość, wzmacnia naszą przyjaźń. Jesteśmy waszymi zwolennikami. Dziękujemy jeszcze raz. Nasza prasa nie publikuje nic na temat waszego Zjazdu. SB doniosła o liście rumuńskim służbom (Securitate), w wyniku czego autor odpowiedzi trafił do więzienia na sześć i pół roku, gdzie był torturowany i głodzony. Podczas zjazdu „Solidarności” w 25. rocznicę powstania NSZZ „Solidarność” (w 2005 roku) Filip został odznaczony medalem. Postanowieniem Prezydenta Rzeczypospolitej Bronisława Komorowskiego  z dnia 14 sierpnia 2014 roku Iulius Filip został odznaczony Krzyżem Komandorskim Orderu Zasługi Rzeczypospolitej Polskiej za wybitne zasługi i poświęcenie we wspieraniu przemian demokratycznych w Polsce.
Po 1989 roku okazało się, że Posłanie zostało zauważone przez środowiska demokratyczne w Czechosłowacji, Litwie, Ukrainie i w innych krajach i stanowiło moralne przesłanie „Solidarności”, tworząc klimat dla przyjaznych stosunków między tymi narodami.